# Liste der Baudenkmale in Gumtow
In der Liste der Baudenkmale in Gumtow sind alle Baudenkmale der brandenburgischen Gemeinde Gumtow und ihrer Ortsteile aufgelistet. Grundlage ist die Veröffentlichung der Landesdenkmalliste mit dem Stand vom 31. Dezember 2020.

## Baudenkmale in den Ortsteilen
In den Spalten befinden sich folgende Informationen:
- ID-Nr.: Die Nummer wird vom Brandenburgischen Landesamt für Denkmalpflege vergeben. Ein Link hinter der Nummer führt zum Eintrag über das Denkmal in der Denkmaldatenbank. In dieser Spalte kann sich zusätzlich das Wort Wikidata befinden, der entsprechende Link führt zu Angaben zu diesem Denkmal bei Wikidata.
- Lage: die Adresse des Denkmales und die geographischen Koordinaten. Link zu einem Kartenansichtstool, um Koordinaten zu setzen. In der Kartenansicht sind Denkmale ohne Koordinaten mit einem roten beziehungsweise orangen Marker dargestellt und können in der Karte gesetzt werden. Denkmale ohne Bild sind mit einem blauen bzw. roten Marker gekennzeichnet, Denkmale mit Bild mit einem grünen beziehungsweise orangen Marker.
- Bezeichnung: Bezeichnung in den offiziellen Listen des Brandenburgischen Landesamtes für Denkmalpflege. Ein Link hinter der Bezeichnung führt zum Wikipedia-Artikel über das Denkmal.
- Beschreibung: die Beschreibung des Denkmales
- Bild: ein Bild des Denkmales und gegebenenfalls einen Link zu weiteren Fotos des Baudenkmals im Medienarchiv Wikimedia Commons

### Bärensprung
| ID-Nr.   | Lage                     | Bezeichnung    | Beschreibung | Bild           |
| -------- | ------------------------ | -------------- | --- | -------------- |
| 09160993 | Gumtower Straße 9 (Lage) | Neusiedlerhaus | Das Wohnstallhaus wurde von 1928 bis 1932 erbaut. Es ist ein zweigeschossiges Haus mit einem Satteldach. Der Bauherr war die Kultur- und Siedlungsgesellschaft deutscher Landwirte zu Schwerin. | Neusiedlerhaus |

### Barenthin
| ID-Nr.            | Lage                     | Bezeichnung                                           | Beschreibung | Bild                                                  |
| ----------------- | ------------------------ | ----------------------------------------------------- | --- | ----------------------------------------------------- |
| 09160035 Wikidata | Lindenallee (Lage)       | Dorfkirche                                            | Die evangelische Kirche wurde Anfang des 16. Jahrhunderts erbaut. Es ist ein Saalbau aus Feldstein mit einem Turm im Westen. | weitere Bilder                                        |
| 09160694          | Lindenallee 23/25 (Lage) | Wohnhaus                                              | | Wohnhaus                                              |
| 09160853          | Lindenallee 29 (Lage)    | Bauernhaus (ehemaliges Gasthaus)                      | | Bauernhaus (ehemaliges Gasthaus)                      |
| 09160631          | Lindenallee 54 (Lage)    | Bauernhaus                                            | | Bauernhaus                                            |
| 09160749          | Lindenallee 56a (Lage)   | Gehöft, bestehend aus Wohnhaus und zwei Nebengebäuden | | Gehöft, bestehend aus Wohnhaus und zwei Nebengebäuden |

### Breitenfeld
| ID-Nr.            | Lage                 | Bezeichnung                                                                              | Beschreibung | Bild           |
| ----------------- | -------------------- | ---------------------------------------------------------------------------------------- | --- | -------------- |
| 09160560 Wikidata | Breitenfeld (Lage)   | Dorfkirche                                                                               | Die Kirche wurde wahrscheinlich um das Jahr 1684 erbaut. Es ist ein Fachwerkhaus mit freistehenden Glockenturm. Im Inneren befindet sich ein barocker Kanzelaltar. | weitere Bilder |
| 09160561          | Breitenfeld 3 (Lage) | Wohnhaus mit gepflastertem Hofraum, Pumpe und den Kubaturen von zwei Wirtschaftsgebäuden | Das Wohnhaus wurde im 18. Jahrhundert erbaut. Es ist ein zweigeschossiges Fachwerkhaus. Die Pumpe wurde 1956 von der Pumpenfabrik Salzwedel erstellt.              | BW             |

### Brüsenhagen
| ID-Nr.            | Lage                  | Bezeichnung                                                 | Beschreibung | Bild           |
| ----------------- | --------------------- | ----------------------------------------------------------- | --- | -------------- |
| 09160756 Wikidata | Brüsenhagen (Lage)    | Rest der Dorfkirche Brüsenhagen (Turm und Teil des Schiffs) | Die Kirche wurde 1678 erbaut. Im Jahre 1972 wurde sie abgebrochen, wobei der Fachwerkturm stehen blieb. Der Altar der Kirche befindet sich heute in der Pfarrkirche Kyritz. | weitere Bilder |
| 09160727          | Brüsenhagen 37 (Lage) | Gehöft, bestehend aus Wohnhaus und Scheune                  | | BW             |

### Dannenwalde
| ID-Nr.            | Lage                               | Bezeichnung                                                                       | Beschreibung | Bild                                                                              |
| ----------------- | ---------------------------------- | --------------------------------------------------------------------------------- | --- | --------------------------------------------------------------------------------- |
| 09160068          | (Lage)                             | Gutspark                                                                          | | Gutspark                                                                          |
| 09160067 Wikidata | Dannenwalder Dorfstraße (Lage)     | Dorfkirche                                                                        | Die Kirche wurde in der zweiten Hälfte des 14. Jahrhunderts erbaut. Es ist ein Bau aus Feldsteinen. Der Turm im Stil der Neugotik wurde um 1900 hinzugefügt. Im Inneren befindet sich ein barocker Kanzelaltar. | weitere Bilder                                                                    |
| 09160039          | Dannenwalder Dorfstraße 11 (Lage)  | Kolonistenhaus                                                                    | | BW                                                                                |
| 09161336          | Dannenwalder Dorfstraße 27b (Lage) | Gutsarbeiter- und Neubauerngehöft, bestehend aus Wohnhaus, Pumpe und Stallscheune | | Gutsarbeiter- und Neubauerngehöft, bestehend aus Wohnhaus, Pumpe und Stallscheune |
| 09160069          | Kolreper Damm 14 (Lage)            | Wassermühle                                                                       | | Wassermühle                                                                       |

### Demerthin
| ID-Nr.            | Lage                             | Bezeichnung                                                        | Beschreibung | Bild                                                           |
| ----------------- | -------------------------------- | ------------------------------------------------------------------ | --- | -------------------------------------------------------------- |
| 09160070 Wikidata | Friedensplatz (Lage)             | Dorfkirche                                                         | Die evangelische Dorfkirche wurde in der zweiten Hälfte des 15. Jahrhunderts erbaut. Es ist ein Saalbau aus Feldstein im spätgotischen Stil. Der Turm wurde um 1500 hinzugefügt, das Oberteil wurde 1896/1897 im Stil der Neugotik hinzugefügt. Im Inneren befinden sich Wandmalereien aus der zweiten Hälfte des 15. Jahrhunderts. Der Kanzelaltar stammt aus der Zeit um 1700. | weitere Bilder                                                 |
| 09160837          | Friedensstraße 32 (Lage)         | Gasthaus                                                           | | Gasthaus                                                       |
| 09160071 Wikidata | Schulstraße / Lindenallee (Lage) | Gutsanlage, bestehend aus Gutshaus (Schloss), Gutshof und Gutspark | Das Schloss Demerthin gründet sich auf ein Lehen, welches 1468 durch Friedrich II. an die Familie von Klitzing gegeben wurde. Das Gebäude wurde von 1599 bis 1602 zu einem Renaissancesitz ausgebaut, es wurden Teile des Vorgängerbaues verwendet. Prägent für die Fassade des Schlosses ist der sechseckige Turm mit einer barocken Schieferhaube.                             | weitere Bilder                                                 |
| 09160072          | Wilhelm-Pieck-Straße 12 (Lage)   | Bauernhof, bestehend aus Wohnhaus und zwei Wirtschaftsgebäuden     | | Bauernhof, bestehend aus Wohnhaus und zwei Wirtschaftsgebäuden |

### Döllen
| ID-Nr.            | Lage                      | Bezeichnung                                                                                                 | Beschreibung | Bild                    |
| ----------------- | ------------------------- | --- | --- | ----------------------- |
| 09160078          | B 5 (Lage)                | Meilenstein, bei km 110                                                                                     | | Meilenstein, bei km 110 |
| 09160073 Wikidata | Döllener Straße 39 (Lage) | Dorfkirche                                                                                                  | Die evangelische Kirche stammt im Ursprung aus dem 15. Jahrhundert. In den Jahren 1864 bis 1868 wurde die Kirche im neugotischen Stil umgebaut. Das Innere ist gestaltet im Stil der Schinkel-Schule. | weitere Bilder          |
| 09160074          | Dorfstraße 27 (Lage)      | Bauernhaus                                                                                                  | | Bauernhaus              |
| 09160075          | Dorfstraße 33 (Lage)      | Bauernhaus                                                                                                  | | Bauernhaus              |
| 09160794          | Dorfstraße 34 (Lage)      | Ehemalige katholische Kapelle „Maria von den Engeln“ und Pfarrhaus sowie Wirtschaftsgebäude und Einfriedung | | BW                      |
| 09160076          | Dorfstraße 35 (Lage)      | Bauernhaus                                                                                                  | | Bauernhaus              |
| 09160077          | Dorfstraße 40 (Lage)      | Bauernhaus                                                                                                  | | Bauernhaus              |

### Görike
| ID-Nr.            | Lage                              | Bezeichnung | Beschreibung | Bild           |
| ----------------- | --------------------------------- | ----------- | --- | -------------- |
| 09160133 Wikidata | Göriker Dorfstraße (Lage)         | Dorfkirche  | Die Kirche wurde wahrscheinlich in der ersten Hälfte des 14. Jahrhunderts erbaut, der Turm wurde Ende des 15. Jahrhunderts hinzugefügt. Im Inneren befindet sich ein Schnitzaltar aus der Mitte des 15. Jahrhunderts. | weitere Bilder |
| 09160134          | Göriker Dorfstraße 8 (Lage)       | Wohnhaus    | | weitere Bilder |
| 09160135          | Göriker Dorfstraße 12 & 14 (Lage) | Wohnhaus    | | Wohnhaus       |

### Granzow
| ID-Nr.   | Lage                      | Bezeichnung | Beschreibung | Bild |
| -------- | ------------------------- | ----------- | --- | ---- |
| 09160140 | Granzower Straße 7 (Lage) | Dorfkirche  | Die evangelische Kirche wurde zu Beginn des 14. Jahrhunderts erbaut. Es ist ein Saalbau aus Feldstein. Der Dachturm wurde 1753 hinzugefügt, dieser ist verbrettert. Im Inneren befindet sich ein barocker Altar aus der Zeit um 1700. Weiter befindet sich in der Kirche ein Grabstein zweier Kinder von Plato. | BW   |

### Groß Welle
| ID-Nr.            | Lage                         | Bezeichnung | Beschreibung | Bild           |
| ----------------- | ---------------------------- | ----------- | --- | -------------- |
| 09160150 Wikidata | Groß Weller Straße (Lage)    | Dorfkirche  | Die evangelische Kirche wurde in dem dritten Viertel des 13. Jahrhunderts erbaut. Es ist ein Bau aus Felssteinquader mit einem Westturm in schiffsbreite. Im Inneren ein Kanzelaltar aus dem Jahr 1726. Die Orgelempore wurde 1710 errichtet. | weitere Bilder |
| 09160915          | Groß Weller Straße 17 (Lage) | Pfarrhaus   | | Pfarrhaus      |
| 09160151          | Groß Weller Straße 28 (Lage) | Bauernhaus  | | BW             |
| 09160152          | Groß Weller Straße 30 (Lage) | Wohnhaus    | | BW             |

### Gumtow
| ID-Nr.            | Lage                             | Bezeichnung  | Beschreibung | Bild           |
| ----------------- | -------------------------------- | ------------ | --- | -------------- |
| 09160161 Wikidata | Karl-Liebknecht-Straße 16 (Lage) | Dorfkirche   | Die Kirche wurde im Ursprung in der zweiten Hälfte des 13. Jahrhunderts erbaut. Es ist ein Saalbau aus Feldstein mit einem Querturm im Westen. Die Ausstattung im Inneren stammt zum größten Teil aus der zweiten Hälfte des 19. Jahrhunderts. Im Altaraufsatz befinden sich Figuren der Heiligen Barbara und der Heiligen Katharina aus der Zeit um 1430. | weitere Bilder |
| 09160162          | Karl-Liebknecht-Straße 26 (Lage) | Fachwerkhaus | | Fachwerkhaus   |

### Kolrep
| ID-Nr.            | Lage              | Bezeichnung | Beschreibung | Bild           |
| ----------------- | ----------------- | ----------- | --- | -------------- |
| 09160203 Wikidata | Dorfstraße (Lage) | Dorfkirche  | Die Kirche wurde wahrscheinlich in der Mitte des 14. Jahrhunderts erbaut. Es ist ein Saalbau mit einem Dachreiter aus Fachwerk. Der Dachreiter stammt aus dem Jahr 1844. Im Kanzelaltar befindet sich zwei Schnitzfiguren aus der Zeit Ende des 15. Jahrhunderts. | weitere Bilder |

### Krams
| ID-Nr.   | Lage                        | Bezeichnung                  | Beschreibung | Bild               |
| -------- | --------------------------- | ---------------------------- | ------------ | ------------------ |
| 09162008 | Kramser Dorfstraße ()       | Glockenturm und Gutshofmauer |              | ein Bild hochladen |
| 09162010 | Kramser Dorfstraße ()       | Gefallenendenkmal            |              | ein Bild hochladen |
| 09160224 | Kramser Lindenstraße (Lage) | Parkanlage                   |              | BW                 |

### Kunow
| ID-Nr.            | Lage                           | Bezeichnung                                                 | Beschreibung | Bild           |
| ----------------- | ------------------------------ | ----------------------------------------------------------- | --- | -------------- |
| 09160218 Wikidata | An der Friedenseiche (Lage)    | Dorfkirche                                                  | Die Dorfkirche stammt wahrscheinlich aus der zweiten Hälfte des 14. Jahrhunderts, der Turm ist älter, er wurde Ende des 13. Jahrhunderts erbaut. Die Friedhofsmauer wurde um 1500 errichtet. In der Kirche befindet sich ein barocker Kanzelaltar aus dem Jahr 1691. | weitere Bilder |
| 09160889          | An der Friedenseiche 2 (Lage)  | Dorfschule mit Nebengebäude, Einfriedung und Spritzenhaus   | | BW             |
| 09160750          | An der Friedenseiche 5 (Lage)  | Gehöft, bestehend aus Wohnhaus und drei Wirtschaftsgebäuden | | BW             |
| 09160216          | An der Friedenseiche 10 (Lage) | Wohnhaus                                                    | | BW             |
| 09160217          | An der Friedenseiche 12 (Lage) | Wohnhaus                                                    | | BW             |
| 09160543          | Berliner Straße 5 (Lage)       | Ehemalige Wassermühle                                       | | weitere Bilder |
| 09160219          | Schrepkower Weg 1 (Lage)       | Dorfschmiede                                                | | Dorfschmiede   |
| 09160220          | Thomas-Müntzer-Straße 1 (Lage) | Wohnhaus                                                    | | BW             |
| 09160221          | Thomas-Müntzer-Straße 2 (Lage) | Wohnhaus                                                    | | BW             |
| 09160223          | Thomas-Müntzer-Straße 9 (Lage) | Wohnhaus                                                    | | BW             |

### Schönebeck
| ID-Nr.            | Lage                  | Bezeichnung                                                            | Beschreibung | Bild           |
| ----------------- | --------------------- | ---------------------------------------------------------------------- | ------------ | -------------- |
| 09160558 Wikidata | Kurze Straße (Lage)   | Dorfkirche                                                             |              | weitere Bilder |
| 09160559          | Lange Straße 9 (Lage) | Bauernhof, bestehend aus zwei Wohnhäusern und zwei Wirtschaftsgebäuden |              | BW             |

### Schönhagen
| ID-Nr.            | Lage                                 | Bezeichnung                                              | Beschreibung | Bild                                                     |
| ----------------- | ------------------------------------ | -------------------------------------------------------- | --- | -------------------------------------------------------- |
| 09160563          | Schönhagener Dorfstraße 9a (Lage)    | Wohnhaus                                                 | | Wohnhaus                                                 |
| 09160564          | Schönhagener Dorfstraße 10 (Lage)    | Wohnhaus                                                 | | Wohnhaus                                                 |
| 09160565          | Schönhagener Dorfstraße 17 (Lage)    | Wohnhaus                                                 | | Wohnhaus                                                 |
| 09160566          | Schönhagener Dorfstraße 18/20 (Lage) | Wohnhaus                                                 | | Wohnhaus                                                 |
| 09160567          | Schönhagener Dorfstraße 22 (Lage)    | Wohnhaus                                                 | | Wohnhaus                                                 |
| 09160568          | Schönhagener Dorfstraße 29 (Lage)    | Wohnhaus                                                 | | Wohnhaus                                                 |
| 09160569          | Schönhagener Dorfstraße 34 (Lage)    | Wohnhaus                                                 | | Wohnhaus                                                 |
| 09160562 Wikidata | Schönhagener Dorfstraße 36 (Lage)    | Dorfkirche                                               | Die evangelische Kirche wurde in der Mitte des 15. Jahrhunderts erbaut. Es ist ein Saalbau mit Westturm aus Feldstein. Der Kanzelaltar im Inneren stammt aus dem ersten Viertel des 18. Jahrhunderts. | weitere Bilder                                           |
| 09160747          | Schönhagener Dorfstraße 39 (Lage)    | Gehöft, bestehend aus Wohnhaus, Scheune und Nebengebäude | | Gehöft, bestehend aus Wohnhaus, Scheune und Nebengebäude |
| 09160570          | Schönhagener Dorfstraße 44 (Lage)    | Wohnhaus                                                 | | Wohnhaus                                                 |
| 09160571          | Schönhagener Dorfstraße 46 (Lage)    | Wohnhaus                                                 | | Wohnhaus                                                 |
| 09160572          | Schönhagener Dorfstraße 48 (Lage)    | Wohnhaus                                                 | | Wohnhaus                                                 |

### Schrepkow
| ID-Nr.            | Lage                | Bezeichnung | Beschreibung | Bild           |
| ----------------- | ------------------- | ----------- | --- | -------------- |
| 09160574 Wikidata | Schrepkow (Lage)    | Dorfkirche  | Die Kirche wurde in der ersten Hälfte des 14. Jahrhunderts erbaut. Es ist ein Saalbau aus Feldstein. Der Turm wurde wahrscheinlich im 15. Jahrhundert hinzugefügt, er hat ein Quersatteldach mit einem Dachreiter. Im Jahre 1865 wurde die Kirche restauriert. Der Kanzelaltar wurde 1748 erbaut. | weitere Bilder |
| 09160575          | Schrepkow 31 (Lage) | Wohnhaus    | | BW             |
| 09160576          | Schrepkow 42 (Lage) | Wohnhaus    | | BW             |

### Vehlin
| ID-Nr.            | Lage         | Bezeichnung | Beschreibung | Bild           |
| ----------------- | ------------ | ----------- | --- | -------------- |
| 09160596 Wikidata | Stege (Lage) | Dorfkirche  | Die evangelische Kirche wurde wahrscheinlich in der zweiten Hälfte des 14. Jahrhunderts erbaut, der Westturm wurde Ende des 15. Jahrhunderts hinzugefügt. Im Inneren befindet sich ein Kanzelaltar aus der ersten Hälfte des 18. Jahrhunderts. Die Balkendecke aus der Zeit um 1670 ist bemalt. | weitere Bilder |

### Vehlow
| ID-Nr.            | Lage                              | Bezeichnung | Beschreibung | Bild |
| ----------------- | --------------------------------- | --- | ------------ | --- |
| 09160595 Wikidata | Lindenstraße (Lage)               | Dorfkirche |              | weitere Bilder |
| 09160597          | Lindenstraße 8–18 (gerade) (Lage) | Gutsanlage, bestehend aus Gutshaus, Inspektorenhaus, Wirtschaftsgebäude in Anordnung und Kubatur, Melker- und Kutscherhaus sowie Gutspark |              | Gutsanlage, bestehend aus Gutshaus, Inspektorenhaus, Wirtschaftsgebäude in Anordnung und Kubatur, Melker- und Kutscherhaus sowie Gutspark |
| 09160598          | Lindenstraße 20 (Lage)            | Gehöft, bestehend aus Wohnhaus, Wirtschaftsgebäuden, Einfriedung und Kopfsteinpflasterung                                                 |              | Gehöft, bestehend aus Wohnhaus, Wirtschaftsgebäuden, Einfriedung und Kopfsteinpflasterung                                                 |
| 09160810          | Lindenstraße 38/40 (Lage)         | Wohnhaus mit Wirtschaftsgebäude und Pumpe                                                                                                 |              | Wohnhaus mit Wirtschaftsgebäude und Pumpe                                                                                                 |

### Wutike
| ID-Nr.            | Lage                          | Bezeichnung                                                                               | Beschreibung | Bild                                                                                      |
| ----------------- | ----------------------------- | ----------------------------------------------------------------------------------------- | --- | ----------------------------------------------------------------------------------------- |
| 09160699          | Bahnhof 11 (Lage)             | Bahnhof, bestehend aus Empfangsgebäude mit Stellwerkshäuschen, Güterschuppen und Toilette | | Bahnhof, bestehend aus Empfangsgebäude mit Stellwerkshäuschen, Güterschuppen und Toilette |
| 09160831          | Borker Weg 2 (Lage)           | Gasthaus „Zur Linde“ mit Saalanbau                                                        | | Gasthaus „Zur Linde“ mit Saalanbau                                                        |
| 09160672 Wikidata | Dorfstraße (Lage)             | Dorfkirche                                                                                | Die evangelische Kirche wurde in der zweiten Hälfte des 15. Jahrhunderts erbaut. Es ist ein Saalbau aus Feldstein mit einem Querturm im Westen der Kirche. Im Jahre 1625 wurde die Kirche im Osten mit Fachwerk verlängert. Im Inneren befindet sich Emporen, an der Chorempore Gemälde aus dem 17. Jahrhundert. Der Altaraufsatz stammt aus dem Jahr 1630. Der barocke Taufengel wurde der Werkstatt von H. J. Schulz aus Havelberg zugeschrieben. | weitere Bilder                                                                            |
| 09160673          | Siedlungsweg 8, 10, 12 (Lage) | Gutshaus, bestehend aus Mittelbau und Kubatur der Seitenflügel                            | | Gutshaus, bestehend aus Mittelbau und Kubatur der Seitenflügel                            |